# Sankt Gilla
Sankt Gilla ist ein Gemeindeteil von Mintraching im oberpfälzischen Landkreis Regensburg.

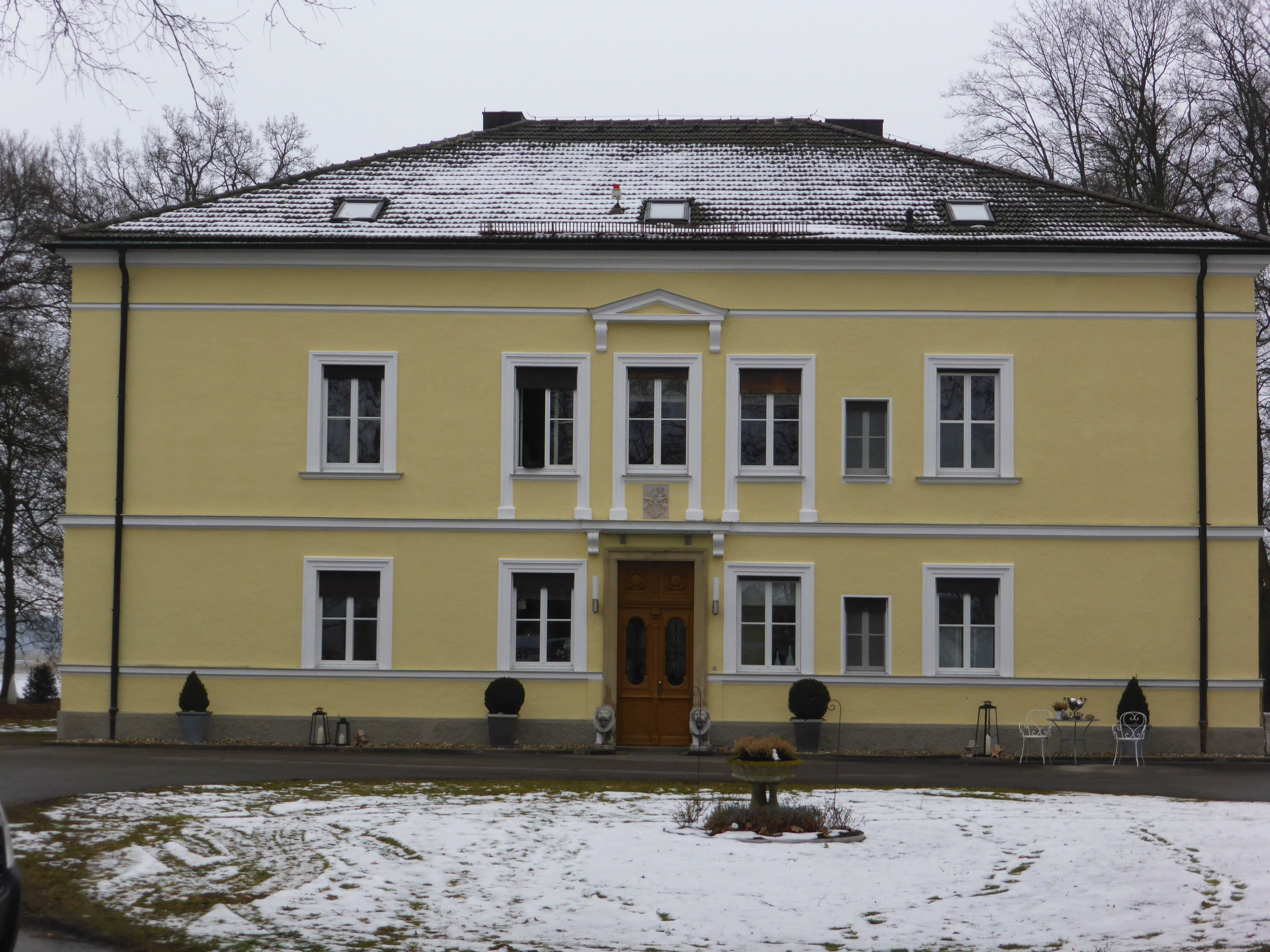
Schloss St. Gilla

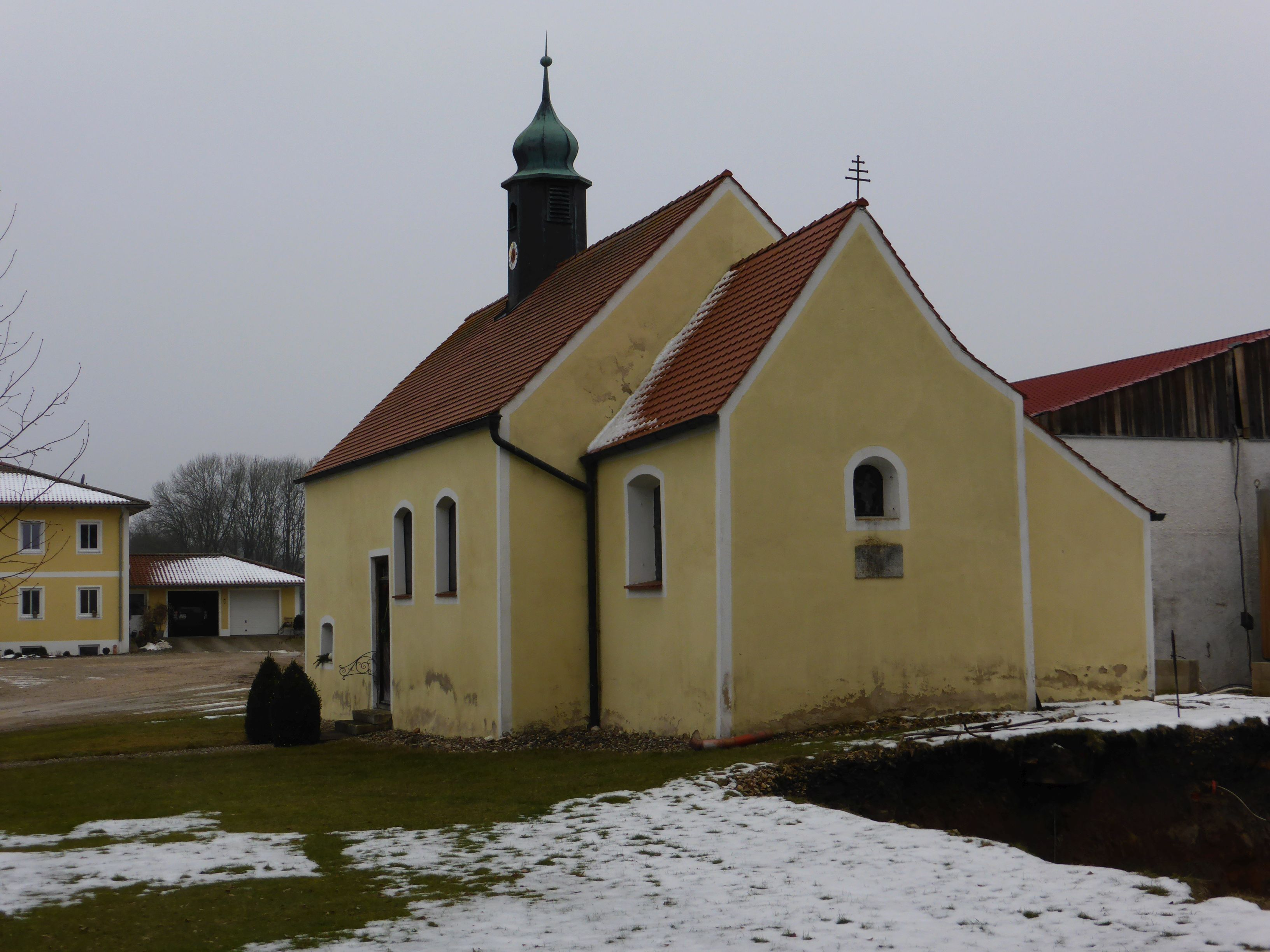
St. Ägidius

## Geschichte
Am 26. Februar 1274 übertrug Herzog Heinrich XIII. von Bayern dem Augustiner-Chorherrenstift St. Johann in Regensburg die Vogtei über zwei stiftseigene Höfe zu St. Gilla. Später ist nurmehr von einem Hof die Rede. In der Uraufnahme (1808–1864) ist ein Hof mit einer Hofflur von etwa 76 Hektar verzeichnet.
Die Einöde Sankt Gilla gehörte ursprünglich zur Gemeinde Sengkofen und kam zum 1. Mai 1978 durch deren Eingemeindung  zur Gemeinde Mintraching.

## Bauwerke
- Schloss: zweigeschossiger Walmdachbau mit Putzgliederungen und Mittelrisalit im Neurenaissancestil von 1875. Das Schloss in Sankt Gilla wurde 1875 von Max Graf von Lerchenfeld-Köfering (* 1846; † 1913) erbaut.[4] Es ist unter der Aktennummer D-3-75-170-22 als denkmalgeschütztes Baudenkmal verzeichnet.
- Katholische Nebenkirche St. Ägidius: Saalbau mit eingezogenem Chor und Dachreiter aus dem 17. Jahrhundert